# حسن اسلامی
حسن اسلامی (انگلیسی: Hassan Eslami؛ زادهٔ ۲۳ مارس ۱۹۸۴) بازیکن فوتبال اهل ایران است.
از باشگاه‌هایی که در آن بازی کرده‌است می‌توان به باشگاه فوتبال پیکان و باشگاه فوتبال سایپا اشاره کرد.